# Mark McGhee
Mark McGhee (Glasgow, 25 maggio 1957) è un allenatore di calcio ed ex calciatore scozzese, di ruolo attaccante.

## Palmarès

### Giocatore

#### Club

##### Competizioni nazionali
- Campionato scozzese: 4

Aberdeen: 1979-1980, 1983-1984
Celtic: 1985-1986, 1987-1988
- Coppa di Scozia: 5

Aberdeen: 1981-1982, 1982-1983, 1983-1984
Celtic: 1987-1988, 1988-1989

##### Competizioni internazionali
- Coppa delle Coppe: 1

Aberdeen: 1982-1983
- Supercoppa UEFA: 1

Aberdeen: 1983

#### Individuale
- Giocatore dell'anno della SPFA: 1

1981
- Capocannoniere della Coppa delle Coppe UEFA: 1

1983-1984 (5 gol)
- Capocannoniere della Scottish Premier League: 1

1988-1989 (16 gol)

### Allenatore
- Second Division: 2

Reading: 1993-1994
Millwall: 2000-2001